# 灰磘福壽宮
25°05′51″N 121°27′44″E / 25.097436°N 121.462184°E
灰磘福壽宮，是位於臺灣新北市蘆洲區保新里的土地祠，與蘆洲在乾隆時的開墾有關聯，原位於蘆洲線隧道出入口處，後遷至中正路的巷弄內。

## 沿革
灰磘福壽宮在清治時期就已存在，從關渡往來新莊的船隻會在此廟一帶會停泊歇息。1970年代，政府拓寬蘆洲中正路，廟身拆除往後移數公尺。
在規劃蘆洲線時，廟身因位在地底隧道出入口處而面臨拆遷。捷運局原在2000年允諾會協助位遷廟，次年7月協調會上改說捷運用地內無法安置廟宇，要求地方自辦遷移，又行文廟方告知訂於2001年12月7日動工拆廟。
因2001年12月10日為蘆洲的國姓醮舉行日，廟方不願在祭典前動工拆除。信眾在拆除一周前，即在廟宇四周掛滿抗議布條，決議事前若未協調解決，蘆洲線動工當日將號召群眾發動抗爭。同年12月3日，立委陳宏昌出面提出三個解決方案，第一案：變更設計，延長出口坡道，追加預算部份由他向交通部爭取；第二案：廟改在對面綠地安置；第三案：先遷移到鄰近地區，暫不領取拆遷補償，待對面綠地取得法源依據，再行安置。
同月5日起，捷運工程局從蘆洲三民路、中正路口開始拆除蘆洲站到蘆洲機廠間的地上物。次日，立法院陳宏昌辦公室上，經陳宏昌及地方文史工作者楊蓮福居中聯繫，邀請捷運局副所長鄧民治、路權室主任周文彬、廟方主任委員陳天生、保新里長蔡棧輝等地方士協調，捷運局答應在附近找地供廟方搬遷，達成緩拆共識。
廟宇拆遷後，神像曾暫放中正路491號的平房裡。在蔡棧輝等人奔走下，用地上物拆遷費在中正路底的小巷裡購地，耗時兩年興建廟宇，2004年4月22日安座。不過，新廟地屬於水湳重劃區，未來廟宇依然有拆遷的可能。

## 祭祀
廟為當地的陳姓、蔡姓、葉姓等家族共同膜拜、管理。農曆八月初八，泉州府同安人後裔所居的五股、蘆洲的土地廟會一同舉行祭祀。
廟祭祀一名和尚，至於耆老和廟方均表示該尊雕像已不可考、不知為誰，楊蓮福推測可能是當初開墾蘆洲的新竹城隍廟僧人梅福。伊能嘉矩曾紀錄梅福在乾隆時至蘆洲招佃墾闢，獲准將產業充作關渡宮香油錢，因此蘆洲古稱為「和尚厝」、「和尚洲」。楊蓮福認為這雕像或許更能鞏固福壽宮的文化地位和價值。
灰磘在祭祀圈上屬於蘆洲湧蓮寺的土地公角，該角由蘆洲五福宮統轄。